# Крылова, Светлана Анатольевна
Светлана Анатольевна Крылова (укр. Світлана Анатоліївна Крилова; род. 7 апреля 1966, Киев) — украинский философ и психоаналитик, доктор философских наук (2012), профессор и заведующая кафедрой философской антропологии НПУ им. Драгоманова (с 2014); заведующая кафедрой культурологии и философской антропологии НПУ им. Драгоманова (с 2018); писательница, жена философа Н. В. Хамитова.

## Научно-педагогическая деятельность
Кандидат философских наук (1997), тема диссертации: «Бессмертие личности как этико-экзистенциальная проблема». В 2000 году получила звание доцента.
С 2007 по 2012 г. — заведующая кафедрой социальных дисциплин в Академии муниципального управления. С 2012 по 2014 — заведующая кафедрой социологии этого же вуза.
С 2014 по 2018 г. — заведующая кафедрой философской антропологии НПУ имени М. П. Драгоманова
С 2018 г. — заведующая кафедрой культурологии и философской антропологии НПУ имени М. П. Драгоманова
Вице-президент Ассоциации Философского Искусства (2007).
В 2012 г. защитила докторскую диссертацию по социальной философии, философии истории, тема: «Красота как феномен социального бытия человека (социокультурные и гендерные аспекты)».
В 2014 г. Крыловой С. А. было присвоено ученое звание профессора.
С 2014 г. заведует кафедрой философской антропологии НПУ имени М. П. Драгоманова.
С 2018 г. заведует кафедрой культурологии и философской антропологии НПУ имени М. П. Драгоманова.
Создатель направления «социальная метаантропология», в котором основные положения метаантропологии как теории обыденного, предельного и запредельного бытия человека применяются к обществу. Социальная метаантропология исследует возможности выхода общественных систем за пределы обыденности в предельные и запредельные измерения, дает возможность осознавать и анализировать общественные процессы в периоды кризисов и трансформаций и делать продуктивные футурологические прогнозы.
Организатор ежегодной Международной научно-практической конференции кафедры культурологии и философской антропологии и Всеукраинского Конкурса авторских афоризмов НПУ имени М. П. Драгоманова. Соорганизатор и активный участник методологического семинара «Философская антропология как метаантропология» в Институте философии имени Г.Сковороды НАН Украины.

## Круг научных интересов
Философская антропология, метаантропология, социальная метаантропология, философия культуры, социальная философия, этика, эстетика, философия образования, философия психоанализа, философия экзистенции, философия пола, андрогин-анализ.
Исследует феномен бессмертия личности как этико-экзистенциальную проблему, социокультурные и гендерные аспекты феномена красоты в социальном бытии человека, психоаналитические и экзистенциальные основы отношений мужчины и женщины, феномен философской публицистики.

## Литературно-художественная деятельность
В соавторстве с Назипом Хамитовым написала философские романы «Тайна хоббита» и «Магическая Книга» под псевдонимами «Нэз и Лана Светлые». По мотивом романа-сказки «Магическая Книга» режиссёром Вселенной Светлой был снят художественный фильм (2010).

## Радио- и телепрограммы
С 2002 г. автор и ведущая популярной философской программы «Личность и судьба» на Радио «Эра»-FM. Известные гости: Назип Хамитов, Анна Турчинова, Анжелика Резник, Виктор Малахов.
Гость ряда известных радио- и телепрограмм: «Свобода мысли с Назипом Хамитовым», «Искусство жизни», «Ночные размышления» (Телеанал ЦК), «Философские диалоги» (Радио «Эра»-FM), «Контраверза» (Радиостудия «Майдан»), «Успех», «Все для женщин, все о женщинах» (Украинское радио «Культура») и др.

## Главные научные труды

#### Монографии, учебники, словари
- Крылова С. Бессмертие личности: иллюзия или реальность? — М.: Сатсанга, 1999. — 160 с.
- Крылова С. А. Психология красивой женщины. — М.: ООО «Издательство АСТ», Харьков: «Торсинг», 2004. — 253 с. (В соавторстве с Н.Хамитовым). ISBN 5-17-025501-2 (ООО «Издательство АСТ») ISBN 966-670-243-6 («Торсинг»).
  - Крылова С. А. Психология на красивата жена [пер. от русски език Димитр Мирчев]. — София: ИК Кванти, 2006. — 272 с. (Болгарский язык) (в соавторстве с Н.Хамитов). ISBN 954-91747-2-7, ISBN 978-954-91747-2-4.
- Крылова С. История философии: проблема человека: Учебное пособие со словарем. — М.: КНТ, Центр учебной литературы, 2006. — 296 с. (В соавторстве с Н.Хамитов и Л. Гармаш). ISBN 966-373-080-3, ISBN 966-364-252-1.
- Крылова С. Этика: путь к красоте отношений. — М.: КНТ, 2007. — 256 с. (В соавторстве с Н. Хамитовым). ISBN 978-966-373-739-3.
- Крылова С. Философский словарь: человек и мир. — М.: КНТ, Центр учебной литературы, 2007. — 264 с. (В соавторстве с Н. Хамитовым). ISBN 966-364-296-3.
- Крылова С. Этика и эстетика: словарь ключевых терминов. — М.: КНТ, 2009. — 336 с. (В соавторстве с Н. Хамитовым и С. Миневой). ISBN 978-966-373-522-1.
- Крылова С. Красота человека: личность, семья, общество (социально-философский анализ). — Нежин: Аспект-Полиграф, 2011. — 344 с. ISBN 978-966-340-469-1[1][2][3].

#### Статьи
- Крылова С. А. Феномен красоты мировоззрения / Гилея (научный вестник): [сб. наук. работ] / [гл. ред. В. М. Вашкевич]. — М., 2013. — Выпуск 75. — С. 358—360.
- Крылова С. А. Феномен отчуждения в социальном бытии человека / Гилея (научный вестник): [сб. наук. работ] / [гл. ред. В. М. Вашкевич]. — М., 2013. — Выпуск 73. — С. 196—198.
- Крылова С. А. Социальное партнерство и красота отношений учителя и ученика / Гилея (научный вестник): [сб. наук. работ] / [гл. ред. В. М. Вашкевич]. — М., 2013. — Выпуск 70. — С. 653—657.
- Крылова С. А. Категории «красота» и «целостность» в контексте человеческого бытия / Гилея (научный вестник): [сб. наук. работ] / [гл. ред. В. М. Вашкевич]. — М., 2013. — Выпуск 71. — С. 469—474.
- Крылова С. А. Внешняя и внутренняя красота: подход социальной метаантропологии / Гилея (научный вестник): [сб. наук. работ] / [гл. ред. В. М. Вашкевич]. — М., 2013. — Выпуск 74. — С. 183—185.
- Крылова С. А. Красота поступков и отношений как критерий «акме» в процессе социализации: методология социальной метаантропологии // Гуманитарные студии 2013, № 20. КНУ им. Т.Шевченко. — С. 78-88.
- Крылова С. Философская антропология: словарь. — М.: КНТ, 2014 (в соавторстве с Н. Хамитовым, С. Миневой и др.)
- Крылова С. А. Социальная метаантропология как методология исследования красоты в социальном бытии / Totallogy-XXI. Постнеклассические исследования / [гл. ред. В. В. Кизима]. — М.: ЦГО НАН Украины, — Вып. — С. 99-110.
- Крылова С. А. Социальное партнерство и красота отношений // Totallogy-XXI. Постнеклассические исследования / [гл. ред. В. В. Кизима]. — М.: ЦГО НАН Украины, — Вып. 29. — С. 249—259.
- исправленное и дополненное. (В соавторстве с Н.Хамитов).
- Крылова С. История философии: проблема человека. Введение в философскую антропологию как метаантропологию. — М., 2016, (в соавторстве с Л. Гармаш и Н.Хамитов) 4-е издание, переработанное и дополненное.
- Крылова С. Философская публицистика как мужество открыться другому: актуальность для академического образования и науки. — Высшее образование Украины, 2019, № 1 — с. 12 — 21 (В соавторстве).
- Крилова С. А. Краса людини в життєвих практиках культури. Видання 2-е, перероблене та доповнене. — К.: КНТ, 2020. — 563 с.

## Художественные произведения
- Крылова С. Тайна хоббита. — Донецк: Сталкер, М.: АСТ, 2002 (в соавторстве с Н. Хамитовым), псевдонимы «Нэз и Лана Светлые». ISBN 966-696-339-6.
- Крылова С. Магическая Книга. — М.: Махаон-Украина, 2008 (в соавторстве с Н. Хамитовым, псевдонимы «Нэз и Лана Светлые»). ISBN 978-966-605-889-1.

## Фильмография
- 2010 год — роль феи Грануялы в фильме «МАГИЧЕСКАЯ КНИГА» режиссёра Вселены Светлой.
- 2011 год — роль Ланы, жены психоаналитика Яна Виленовича в фильме «МАСКА» режиссёра Вселены Светлой.